# STS-116
إس تي إس-116 (بالإنجليزية: STS-116)‏ الرحلة السابعة عشر بعد المائة ضمن برنامج مكوك الفضاء لوكالة ناسا، وهي الرحلة الرابعة بعد كارثة تحطم كولومبيا، والرحلة الثالثة والثلاثون على متن مكوك الفضاء ديسكفري الذي توقف مؤقتاً بعد البعثة لأغراض صيانة المكوك، انطلقت الرحلة في 10 ديسمبر سنة 2006 من مركز كينيدي للفضاء ، وهبطت بتاريخ 22 ديسمبر في مركز كنيدي أيضاً، بعد إثنى عشر يوماً و20 ساعة مكثتها الرحلة في الفضاء، تم خلال الرحلة الرسو على محطة الفضاء الدولية، وإجراء أعمال صيانة للمحطة وتغير الاسلاك الكهربائية لنظام الطاقة للمحطة، بلغ عدد الرواد المشاركين في الرحلة سبعة رواد من بينهم رائد فضاء سويدي.